# Plan bénédictin

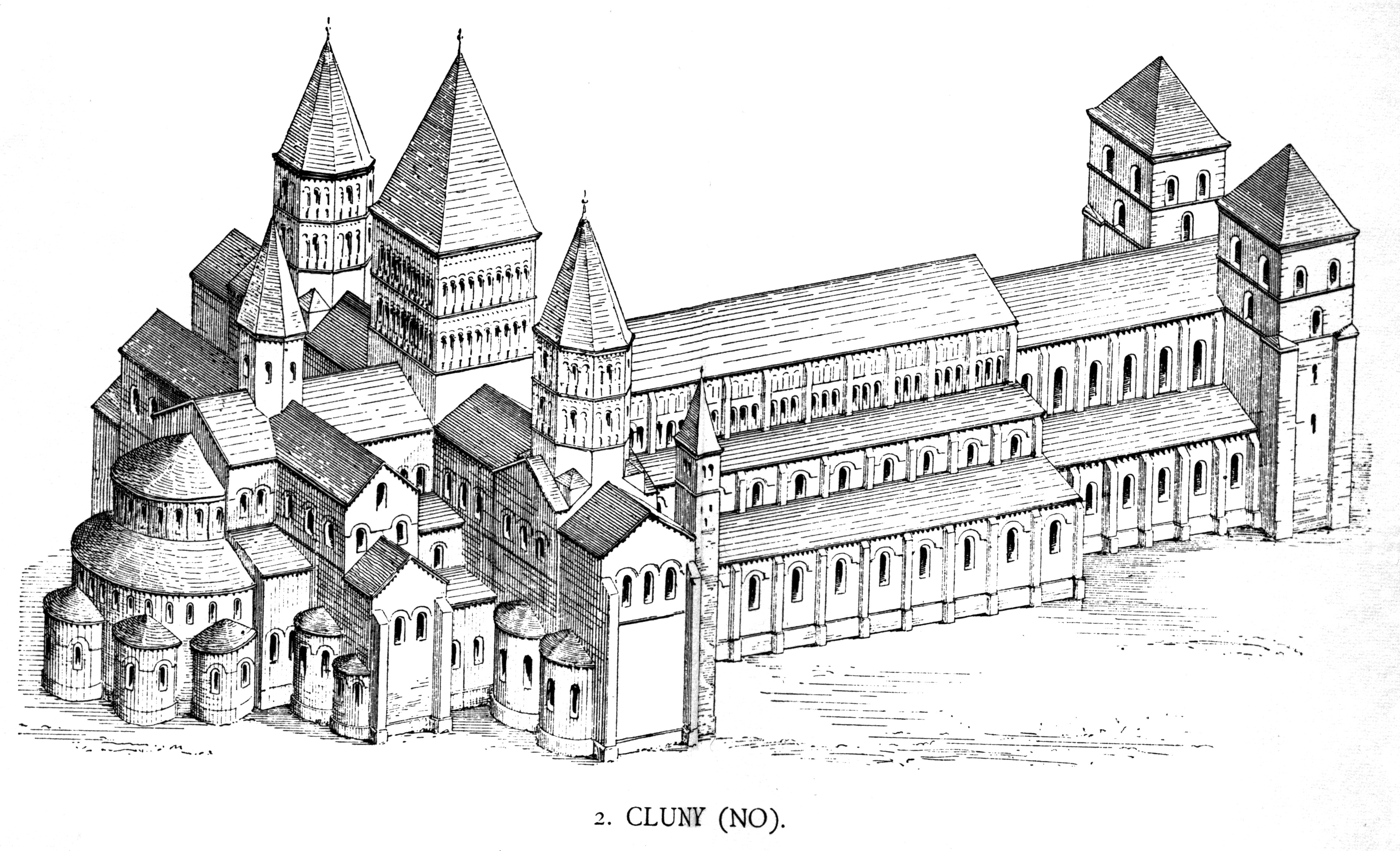
Abbaye de Cluny, Saône-et-Loire (France).

Un plan bénédictin se dit de la planification d'un monastère de bénédictins. Le plan bénédictin caractérise l'architecture religieuse en marquant la symbolique de la Croix. Terme créé en 1912 par l'historien d'art français Eugène Lefèvre-Pontalis, il désigne un plan type d'église à trois nefs qui a été adopté comme plan fonctionnel de la liturgie par les religieux et religieuses de l'ordre de Saint-Benoît, modèle repris par d'autres maîtres d'œuvre.
L'église est dotée d'une abside et d'un chœur flanqué de bas-côtés, se terminant en absidioles. Des absidioles se retrouvent également dans chaque bras du transept, une tour s'élève à la croisée du transept, et parfois deux autres tours s'élèvent au niveau de la façade occidentale.
Cette planification comporte aussi l'organisation humaine, sa hiérarchie avec un abbé, ses rapports avec l'espace de la vie (globale) avec les jardins vivriers et les manufactures traitant des objets associés au culte ou des denrées alimentaires (confitures, biscuits, etc.).